# Schistura chrysicristinae
Schistura chrysicristinae är en fiskart som beskrevs av Nalbant, 1998. Schistura chrysicristinae ingår i släktet Schistura och familjen grönlingsfiskar. Inga underarter finns listade i Catalogue of Life.